# Whitsunday Region
Koordinaten: 20° 0′ S, 148° 13′ O

Die Whitsunday Region ist ein lokales Verwaltungsgebiet (LGA) im australischen Bundesstaat Queensland. Das Gebiet ist 23.819 km² groß und hat etwa 38.000 Einwohner.

## Geografie
Die Region liegt in der Mitte der Ostküste des Staats etwa 960 km nördlich der Hauptstadt Brisbane und etwa 430 km südlich von Cairns.
Größte Stadt und Verwaltungssitz der LGA ist Bowen mit etwa 8900 Einwohnern. Zur Region gehören folgende Stadtteile und Ortschaften: Airlie Beach, Andromache, Bogie, Bowen, Brandy Creek, Breadalbane, Cannon Valley, Cannonvale, Cape Conway, Cape Gloucester, Collinsville, Conway, Conway Beach, Coral Sea, Crystal Brook, Dingo Beach, Dittmer, Flametree, Foxdale, Glen Isla, Goorganga Creek, Goorganga Plains, Gregory River, Gumlu, Gunyarra, Guthalungra, Hamilton Plains, Hideaway Bay, Jubilee Pocket, Kelsey Creek, Lake Proserpine, Lethebrook, Mandalay, Mount Coolon, Mount Julian, Mount Marlow, Mount Pluto, Mount Rooper, Mount Wyatt, Myrtlevale, Newlands, Palm Grove, Pauls Pocket, Preston, Proserpine, Riordanvale, Shute Harbour, Silver Creek, Springlands, Strathdickie, Sugarloaf, Thoopara, Turrawulla, Wilson Beach und Woodwark.

## Geschichte
Benannt ist die Region nach den Whitsunday Islands, der vorgelagerten Inselgruppe, die ihren Namen "Pfingstsonntagsinseln" von dem Entdecker James Cook hat. Zentrum der Küstenregion vor den Inseln war lange Zeit Proserpine, das etwa 3300 Einwohner hat. 1910 wurde das Proserpine Shire als lokale Verwaltungseinheit gegründet. Ab den 60er Jahren wuchs der Tourismus in der Region und in den 80er Jahren überholte die Einwohnerzahl der Küstenorte die des im Landesinneren gelegenen Proserpine. Mehrere dieser Orte schlossen sich 1987 zur Town of Whitsunday zusammen und 1989 erhielt auch das Shire diesen Namen.
Bereits 1863 erhielt der nördlich von Proserpine gelegene Küstenort Bowen Gemeindestatus, die umliegende, landwirtschaftlich geprägte Region erhielt unter dem Namen Wangaratta 1879 eine eigene lokale Verwaltung. 1960 wurden dann Bowen Town und das Warangatta Shire zum Bowen Shire zusammengeschlossen. Die heutige Whitsunday Region entstand bei der großen LGA-Reform 2008 aus den beiden Shires Whitsunday und Bowen.

## Verwaltung
Der Whitsunday Regional Council hat sieben Mitglieder. Sechs Councillor werden von den Bewohnern der sechs Divisions (Wahlbezirke) gewählt. Der Ratsvorsitzende und Mayor (Bürgermeister) wird zusätzlich von allen Bewohnern der Region gewählt.